# Piper subaduncum
Piper subaduncum är en pepparväxtart som beskrevs av Truman George Yuncker. Piper subaduncum ingår i släktet Piper och familjen pepparväxter. Inga underarter finns listade i Catalogue of Life.